# Rexville
Rexville è una città fantasma degli Stati Uniti d'America, nello Stato del Texas, nella Contea di Austin.

## Geografia
L'ex comunità incorporata, ora città fantasma, si trova a 29°43′35″N 96°12′48″W, 4,9 miglia (7,9 km) a sud-ovest di Sealy, nella sponda orientale del fiume San Bernardo.

## Galleria d'immagini

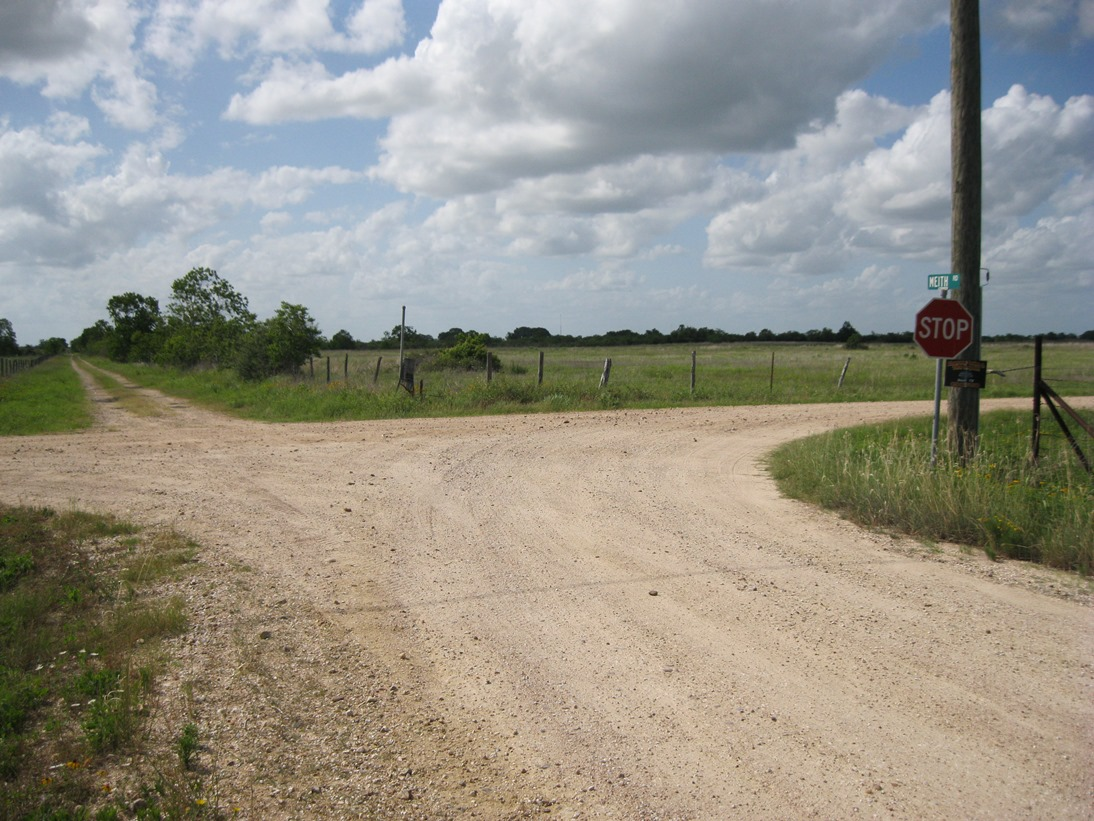
Veduta dell'incrocio tra la Mieth e la Rexville Rds.